# Ug99

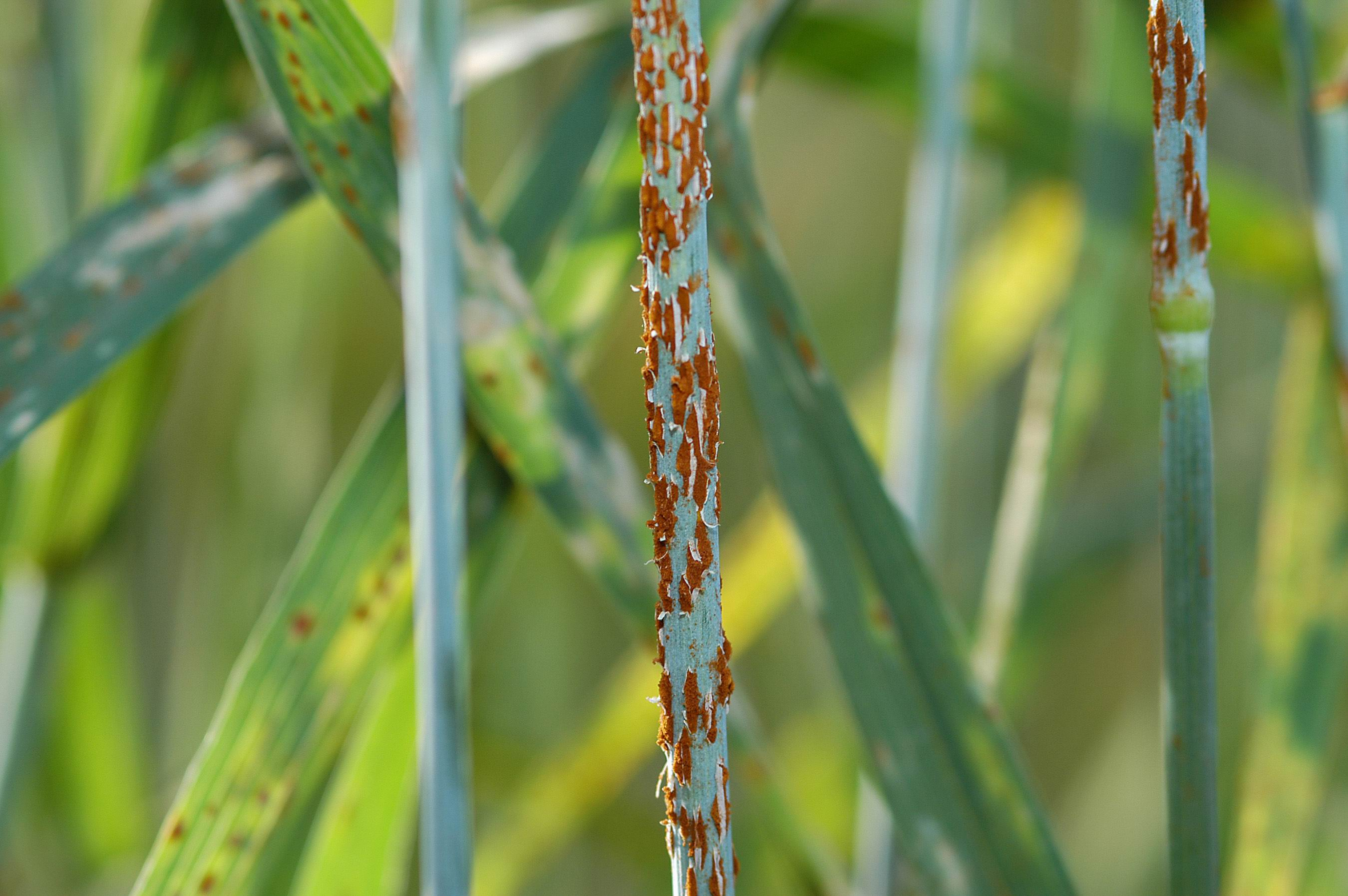
Rouille noire (Puccinia graminis)

Ug99  est une souche de Puccinia graminis f. sp. tritici, champignon phytopathogène, agent de la rouille noire des céréales, qui est présent dans les cultures de blé de plusieurs pays d'Afrique et du Moyen-Orient  et qui risque de se propager rapidement dans ces régions et peut-être au-delà, ce qui pourrait provoquer un désastre dans la production de blé et affecter la sécurité alimentaire dans le monde. Ce pathogène peut provoquer des pertes de rendement allant jusqu'à 100 % et s'est montré virulent contre plusieurs gènes de résistance qui protégeaient le blé contre la rouille noire auparavant.
Il existe des variétés de blé résistantes à la souche Ug99, mais un contrôle portant sur 200 000 variétés de blé utilisées dans 22 pays africains et asiatiques a révélé que seulement 5 à 10 % de la superficie cultivée en blé dans ces pays est composée de variétés ayant une résistance adéquate.
La race originelle de la souche Ug99, désigné 'TTKSK' dans le système de nomenclature nord-américain, a été caractérisée initialement en Ouganda en 1999 (d'où le nom Ug99) et a depuis été détectée dans divers pays : Kenya, Éthiopie, Érythrée, Soudan, Yémen, Iran, Ouganda, Tanzanie, Mozambique, Zimbabwe et Afrique du Sud. On connait maintenant huit races de l'Ug99.
Elles sont toutes étroitement liées et on pense qu'elles ont évolué à partir d'un ancêtre commun, mais qu'elles diffèrent par leur profil de virulence / avirulence et par les pays dans lesquels elles ont été signalées.

## Gènes de résistance
La souche Ug99 et ses variantes se distinguent des autres souches de l'agent pathogène de la rouille noire par leur capacité à contourner les gènes de résistance du blé qui ont pourtant été efficaces contre la rouille noire depuis des décennies.
Ces gènes de résistance, dont cinquante ont été identifiés, confèrent différents types de résistance à la rouille noire.
La virulence en Ouganda est associée au gène Sr31 et est spécifique à la souche Ug99.
Les pertes massives de blé qui ont eu lieu ont été dévastatrices, mais ces dernières années, l'épidémie de rouille du blé a été efficacement maîtrisée par la sélection de variétés de blé basée sur les gènes Sr.
Le ministère de l'Agriculture des États-Unis (USDA) teste des gènes pour vérifier leur résistance à la souche Ug99, dans le but de contribuer à la création de nouvelles variétés de blé aptes à combattre la rouille noire. Des chercheurs de l'USDA ont déclaré que la résistance a été identifiée dans des variétés traditionnelles de blé de printemps et qu'ils étudiaient les variétés traditionnelles de blé d'hiver chez lesquelles la résistance est la plus probable. En raison du fait que le dépistage des variétés d'hiver est plus difficile, ces études devraient nécessiter de cinq à sept ans. Outre les recherches menées par l'USDA, le ministère britannique du développement international (DFID) a annoncé en février 2011 qu'il avait décider de financer, conjointement avec la fondation Bill-et-Melinda-Gates, à hauteur de 40 millions de dollars un projet global mené par l'Université Cornell pour lutter contre les races mortelles de la souche Ug99.
La subvention de cinq ans accordée au projet Durable Rust Resistance in Wheat (DRRW, résistance durable contre la rouille du blé) doit soutenir les essais d'identification de nouveaux gènes de résistance ainsi que la production et la distribution aux agriculteurs de semences de blé résistantes à la rouille.

## Races
Il existe huit races d'Ug99, qui sont désignées dans le système nord-américain de nomenclature par les sigles suivants : TTKSK, TTKSF, TTKST, TTTSK, TTKSP, PTKSK, PTKST et TTKSF+.
Elles sont toutes étroitement apparentées et ont probablement évolué à partir d'un ancêtre commun
TTKSK est la première race d'Ug99 qui a été caractérisée. Comme la plupart des races d'Ug99, et contrairement aux autres variétés de rouille noire, elle est virulente contre le gène Sr31. On sait qu'elle est présente en Ouganda, au Kenya, en Éthiopie, au Soudan, au Yémen, en Iran et en Tanzanie.
TTKST, découverte au Kenya en 2006, est la première race d'Ug99 signalée comme virulente contre le gène Sr24. TTKST est désormais la race de rouille noire prédominante au Kenya.
Un tableau des huit races connues d'Ug99, avec leurs caractéristiques de virulence et les pays dans lesquels leur présence a été confirmée, est publié dans Hodson et al., 2012.

## Chronologie
1993

Il existe certaines preuves de la présence de la race TTKSK au Kenya

1998 

D'importantes infections de rouille noire sont observées en Ouganda. La souche Ug99 est identifiée, caractérisée par sa virulence sur le gène Sr31 et nommée

2000

TTKSF détectée en Afrique du Sud

2001

TTKSK détectée au Kenya

2003

TTKSK détectée en Éthiopie 

2006 

TTKSK détectée au Soudan et au Yémen

TTKST, nouvelle variante d'Ug99 virulente pour le gène Sr24, détectée au Kenya 

2007 

TTTSK détectée au Kenya. 
 
TTKSP détectée en Afrique du Sud. 

PTKST détectée en Éthiopie 

PTKSK détectée en Éthiopie 

2008 

La FAO annonce la présence de la souche Ug99 en Iran

PTKST détecté au Kenya

2009

TTKSK détectée en Tanzanie.

TTKST détectée en Tanzanie

TTTSK détectée en Tanzanie

TTKSF détectée au Zimbabwe

PTKSK détectée au Kenya

PTKST détectée en Afrique du Sud

2010

TTKST détectée en Érythrée

PTKST détectée en Érythrée

PTKST détectée au Mozambique

PTKST détectée au Zimbabwe

TTKSF+ détectée en Afrique du Sud

TTKSF+ détectée au Zimbabwe